# Kronskarv
Kronskarv (Microcarbo coronatus) är en fågel i familjen skarvar inom ordningen sulfåglar. Den är endemisk för sydvästra Afrika.

## Utseende
Kronskarven är en liten (50 cm) svartaktig skarv med lång kilformad stjärt. Den har vidare röd ansiktshud, rött öga och gulaktig näbb. Under häckningstid är den grönglansigt svart, vintertid brun med ljus haka och strupe. Den skiljer sig från långstjärtad skarv på rödare ansiktshud och avsaknad av svartspetsade övre vingtäckare som gör att ovansidan inte verkar prickig. Vidare är stjärten kortare och tofsen i pannan längre.

## Utbredning och systematik
Fågeln förekommer i kustområden i sydvästra Afrika, från Angola till Sydafrika. Den behandlas som monotypisk, det vill säga att den inte delas in i några underarter.

### Släktestillhörighet
Fram tills nyligen placerades den liksom flera andra små kortnäbbade skarvar i det stora skarvsläktet Phalacrocorax. De ledande taxonomiska auktoriteterna liksom Sveriges ornitologiska förening för dessa nu till Microcarbo eftersom de utgör en tydlig grupp som skildes från övriga skarvar för 12 miljoner år sedan.

### Skarvarnas släktskap
Skarvarnas taxonomi har varit omdiskuterad. Traditionellt har de placerats gruppen i ordningen pelikanfåglar (Pelecaniformes) men de har även placerats i ordningen storkfåglar (Ciconiiformes). Molekulära och morfologiska studier har dock visat att ordningen pelikanfåglar är parafyletisk. Därför har skarvarna flyttats till den nya ordningen sulfåglar (Suliformes) tillsammans med fregattfåglar, sulor och ormhalsfåglar.

## Levnadssätt
Kronskarven är unikt för de övriga små skarvarterna i släktet Microcarbo nästan uteslutande havsbunden. Den häckar i småkolonier på öar och kustklippor och lägger ägg mellan juli och april.

## Status och hot
Kronskarven har en relativt liten världspopulation uppskattad 2021 till endast 2162 par, varav 944 i Namibia och 1218 i Sydafrika. Även om den tros vara stabil hotas den av störningar och föroreningar. Internationella naturvårdsunionen IUCN kategoriserar arten sammantaget som livskraftig.